# Gisela Kaplan
Gisela Kaplan AM FRSN es un etóloga australiana que se especializa principalmente en ornitología y primatología. Es profesora emérita de comportamiento animal en la Universidad de Nueva Inglaterra, Australia y también profesora honoraria del Queensland Brain Institute.

## Carrera académica
Kaplan se graduó con un Doctorado en Filosofía en la Universidad de Monash. Publicó su primer libro con Clive Kessler, Hannah Arendt: Thinking, Judging, Freedom en 1989, seguido de Contemporary Western European Feminism en 1990. En 2005 presentó una segunda tesis, titulada Comportamiento vocal de las urracas australianas (Gymnorhina tibicen). En 2011, Kaplan recibió un doctorado honoris causa en Ciencias de la Universidad de Nueva Inglaterra. En 2015, se le confirió miembro honorario de la Sociedad Estadounidense de Ornitología. Al año siguiente, la Universidad de Nueva Inglaterra le otorgó el estatus de profesora emérita. También recibió el Premio Whitley en Zoología del Comportamiento por su libro Bird Minds en 2017.Ha concedido entrevistas para ABC Radio. 

En marzo de 2021, Kaplan fue elegida miembro de la Royal Society of New South Wales. Fue nombrada Miembro Honorario de la Orden de Australia en los Honores del Día de Australia de 2024 por su "importante servicio a la educación científica a través de la investigación sobre el comportamiento animal". 

## Vida personal
En la década de 1990, comenzó a criar y rehabilitar aves nativas, algo que continúa haciendo en su tiempo libre.

## Publicaciones
Kaplan ha publicado más de 250 artículos de investigación y 23 libros en total; Desde 2000 se centra predominantemente en el comportamiento vocal, la comunicación y la cognición de los animales, específicamente en aves y primates. 

### Libros seleccionados
- Kaplan, G. (2019) Bird Bonds. Sex, mate-choice and cognition in Australian native birds. Macmillan Australia, Sydney. ISBN 9781760554200 368 pp  https://www.panmacmillan.com.au/9781760554200/gkaplan/
- Kaplan, Gisela (2019) Australian Magpie: Biology and Behaviour of an Unusual Songbird. 2nd edition, CSIRO Publishing, Melbourne. ISBN 9781486307241 pbk. 280 pp
- Kaplan, Gisela (2007, 2018) Tawny Frogmouth. 2nd ed., CSIRO, Melbourne. ISBN 9781486308163 pbk.168 pp
- Kaplan Gisela (2015) Bird Minds. Cognition and behaviour of Australian native species. CSIRO Publishing, Melbourne. ISBN 9781486300181 286 pp
- Kaplan, Gisela (2004, 2005, 2008) Australian Magpie: Biology and Behaviour of an Unusual Songbird. Natural History Series, University of New South Wales Press, Sydney & CSIRO 1st ed., Melbourne. ISBN 0-643 09068 1 pbk.142 pp
- Kaplan, G (2005) The Vocal Behaviour of Australian Magpies (Gymnorhina tibicen): A Study of Vocal Development, Song Learning, Communication and Mimicry in the Australian Magpie.[13] PhD thesis, School of Veterinary Sciences, University of Queensland, St. Lucia, Brisbane.
- Rogers, Lesley J. and Kaplan, Gisela eds. (2004) Comparative Vertebrate Cognition: Are Primates Superior to Non-primates?  Kluwer Primatology Series: Developments in Primatology: Progress and Prospect. Kluwer Academic /Plenum Publishers, New York, Boston, Dordrecht, London, Moscow. ISBN 0-306-47727-0 Hbk, 386 pp
- Kaplan, G (2003) Famous Australian Birds. Allen & Unwin, Melbourne. ISBN 1 86508 835 8 Hbk 48 pp
- Kaplan, G and Rogers, LJ (2001) Birds. Their Habits and Skills, Allen & Unwin, Sydney. ISBN 1 86508 376 3, 272 pp
- Kaplan, G and Rogers, L.J. (2000) The Orang-utans. Their Evolution, Behavior, and Future. Perseus Publishing, Cambridge, Mass. ISBN 0 7382 0290 8 (re-edited from 1999), 191 pp
- Rogers, L.J. and Kaplan, G (2000) Songs, Roars and Rituals. Communication in birds, mammals and other animals. Harvard University Press, Cambridge (completely rev. version of 1998 pub. Not Only Roars and Rituals). ISBN 0674000587, 207 pp
- Kaplan, G and Rogers, LJ (1994) Orang-Utans in Borneo, University of New England Press. ISBN 1-875821-13-9, 196 pp

### Capítulos de libros
- Rogers, L.J. and Kaplan, G. (2024) Advances in understanding cognition in animals. Ch.4 in L.Levitt, D. B. Rosengard, J.Rubin (eds.) Animals as Crime Victims: Multidisciplinary implications of moving beyond the property paradigm. (pp.53-66) Edward Elgar Publishing. https://doi.org/10.4337/9781802209884.00012
- Palmer, G.C., Kaplan, G,. Teixeira, D., Stojanovic, D., Peters,A., Douglas, T.K. (2022) “Perching birds and parrots”, pp. 584-592 (Ch 33) in Wildlife Research in Australia (Eds B Smith, HP Waudby, C Alberthsen & JO Hampton). CSIRO Publishing, Melbourne.
- Kaplan, G. (2021) You can make friends with magpies. Here is how. In: A. Hansen (Ed.) No, you’re not entitled to your opinion. And 49 other essays that got the world talking. Thames & Hudson Australia., Port Melbourne.
- Rogers, LJ and Kaplan G (2019) Does functional lateralization in birds have any implications for their welfare? Special Issue: Brain Functional Lateralization in Animals. (Ed. A. Quaranta). Symmetry, 11, 1043; doi:10.3390/sym11081043
- Kaplan, G (2018). Passerine Cognition. (10,000-word entry): In: Encyclopedia of Animal Cognition and Behavior. Ed. by Jennifer Vonk, Todd K. Shackelford, Springer International Publishing AG/Nature, 6330 Cham, Switzerland
- Kaplan, G (2016) Don Quixote's Windmills. Ch. 14 in Thinking about Animals in the Age of the Anthropocene. (eds. M. Tønnessen, K. Armstrong-Oma and S. Rattasepp) pp. 284–305. Lexington Books (imprint of Rowman & Littlefield). New York, London.
- Kaplan, G (2008). The Australian Magpie (Gymnorhina tibicen): An alternative model for the study of songbird neurobiology. In P. Zeigler and P. Marler (eds). The Neuroscience of Birdsong. Cambridge University Press, Cambridge,UK, ISBN 9780521869157 pp. 153–170.
- Rogers, LJ and Kaplan, G (2005). An Eye for a Predator: Lateralization in birds, with particular reference to the Australian magpie (Gymnorhina tibicen). Behavioral and Morphological Asymmetries in Vertebrates, eds. Yegor Malashichev and Wallace Deckel. Landes Bioscience, Georgetown,TX. ISBN 1-58706-105-8 (online)
- Kaplan, G and Rogers, LJ (2004) Charles Darwin and animal behavior. In M. Bekoff and Jane Goodall (eds.) Encyclopedia of Animal Behavior. 3 vols, Greenwood Publishing, Westport, CT, ISBN 0-313-32745-9, vol.2, pp. 471–479 (introductory essay to vol.2).
- Kaplan, G (2004) Magpie Mimicry. In M. Bekoff and Jane Goodall (eds.) Encyclopedia of Animal Behavior. 3 vols., Greenwood Publishing, Westport, CT, ISBN 0-313-32745-9, vol.2, pp. 772–774
- Rogers, LJ and Kaplan, G (2004) All animals are not equal: the interface between scientific knowledge and the legislation for animal rights. In: CR Sunstein and M Nussbaum (eds.) Animal Rights: Law and Policy. Oxford University Press, Oxford, ISBN 0-19-515217-4, pp. 175–204.
- Kaplan, Gisela (2004). «Meaningful Communication in Primates, Birds, and Other Animals». Comparative Vertebrate Cognition. pp. 189-223. ISBN 978-1-4613-4717-0. doi:10.1007/978-1-4419-8913-0_6. In Rogers, LJ and Kaplan, G (eds) Comparative Vertebrate Cognition: Are Primates Superior to Nonprimates? Kluwer Primatology Series: Developments in Primatology: Progress and Prospect. Kluwer Academic /Plenum Publishers, New York.
- Kaplan, G (1998). Economic Development and Ecotourism in Malaysia. The Shaping of Malaysia. Eds. A Kaur & I Metcalfe, St. Martin's Press. London, New York. ISBN 1349270792, ISBN 9781349270798
- Kaplan, Gisela (1999). «Environment and Ecotourism». The Shaping of Malaysia. pp. 173-195. ISBN 978-1-349-27081-1. doi:10.1007/978-1-349-27079-8_8. In: Kaur A., Metcalfe I. (eds) The Shaping of Malaysia. Studies in the Economies of East and South-East Asia. Palgrave Macmillan, London
- Kaplan, G.; Rogers, L. (1995). «Of Human Fear and Indifference». The Neglected Ape. pp. 3-12. ISBN 978-1-4899-1093-6. doi:10.1007/978-1-4899-1091-2_1. In RD Nader, B Galdikas, L Sheehan & N Rosen (eds.) The Neglected Ape. Plenum Press, New York